# (21346) Marieladislav
(21346) Marieladislav (1997 EL11) – planetoida z pasa głównego asteroid okrążająca Słońce w ciągu 4,22 lat w średniej odległości 2,61 j.a. Odkryta 9 marca 1997 roku.